# Duttaphrynus himalayanus
Duttaphrynus himalayanus es una especie de anfibio de la familia de sapos Bufonidae. Se distribuye por las regiones cercanas a los Himalayas de China, Nepal, Bangladés, Pakistán e India, también posiblemente este presente en Bután y Birmania. Tiene un rango altitudinal de entre 2000 y 3500 m.